# William Phips

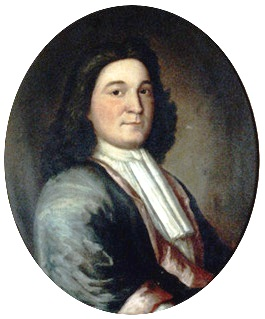
Sir William Phips.
Ölgemälde, zugeschrieben Thomas Child, entstanden ca. 1687–94.

Sir William Phips (auch Phipps; * 2. Februar 1651 nahe Nequasett (heute Woolwich, Maine); † 18. Februar 1695 in London) war ein neuenglischer Abenteurer, Militär und Politiker.

## Leben
Der aus ärmlichen Verhältnissen stammende Phips wurde 1686 schlagartig reich und berühmt, als er das Gold einer vor Hispaniola gesunkenen spanischen Galeone barg; für diesen Fund wurde er zudem vom englischen König im Juni 1687 als Knight Bachelor geadelt und zum ranghöchsten Sheriff des neugebildeten Dominion of New England ernannt. Im ersten Franzosen- und Indianerkrieg führte er verschiedene militärische Expeditionen gegen französische Festungen im heutigen Kanada. Im Mai 1690 gelang ihm als Heerführer zunächst die Eroberung von Port Royal, der Hauptstadt Akadiens; im Oktober des Jahres fügten ihm die Franzosen in der Schlacht von Québec eine schwere Niederlage zu. Dennoch wurde er 1692 zum ersten königlichen Gouverneur des nun zu einer Kronkolonie umgewandelten Massachusetts ernannt. In seine Amtszeit fallen die Hexenprozesse von Salem, für die er 1692 den Sondergerichtshof einrichtete, der unter dem Vorsitz von William Stoughton mehr als 20 Todesurteile fällte; im folgenden Jahr beendete er indes die noch laufenden Prozesse per Dekret und ordnete eine Freilassung aller Beschuldigten an. Auch sonst war seine Amtszeit durch ein schwer durchschaubares Geflecht politischer und persönlicher Intrigen geprägt. Von Joseph Dudley und anderen politischen Rivalen wurde er nicht nur der Unfähigkeit, sondern auch der Untreue bezichtigt und wurde schließlich aufgrund dieser Anschuldigungen vom Board of Trade zur Vernehmung nach London geladen, wo er nach seiner Ankunft im Januar 1695 festgenommen wurde und bald darauf in der Haft verstarb, noch bevor die Anhörungen begonnen hatten.